# Željko Spasojević
Željko Spasojević, slovenski nogometaš, * 29. junij 1973, Ptuj, † januar 2014.
Spasojević je nekdanji profesionalni nogometaš, ki je igral na položaju vezista. V svoji karieri je igral za slovenske klube Rudar Velenje, Ribno, Korotan Prevalje, Tabor Sežano, Šmartno 1928, Olimpijo, Železničar Maribor in Šoštanj ter avstrijski SV Sittersdorf. Skupno je v prvi slovenski ligi odigral 230 tekem in dosegel 37 golov. V letih 1994 in 1995 je odigral deset tekem za slovensko reprezentanco 21 let.